# Сланцевый Рудник (Кемеровская область)
Сла́нцевый Ру́дник — посёлок в Яшкинском районе Кемеровской области России. Входит в состав Поломошинского сельского поселения.

## География
Посёлок находится в северо-западной части Кемеровской области, в юго-восточной части Западно-Сибирской равнины, на правом берегу реки Томь, на расстоянии примерно 30 км (по прямой) к юго-западу от посёлка городского типа Яшкино, административного центра района.

### Часовой пояс
Посёлок Сланцевый Рудник, как и вся Кемеровская область, находится в часовой зоне МСК+4. Смещение применяемого времени относительно UTC составляет +7:00.

## Население
| 2010 |
| ---- |
| 2    |

Гендерный состав
По данным Всероссийской переписи населения 2010 года в гендерной структуре населения мужчины составляли 100 %.
Национальный состав
Согласно результатам переписи 2002 года, в национальной структуре населения русские составляли 92 % из 12 чел.

## Улицы
| - ул. Береговая, - пер. Зелёный, - ул. Речная, | - ул. Рудничная, - ул. Сланцевая, - пер. Цветной. |